# Souleymane Aw
Souleymane Aw est un footballeur sénégalais, né le 5 avril 1999.

## Biographie
Souleymane Aw est formé à l'Aspire Academy de Dakar.
À 17 ans, il est sélectionné par Joseph Koto pour participer à la Coupe d'Afrique des nations des moins de 20 ans 2017. Il participe à l'intégralité des rencontres, à l'exception du dernier match de poule, face au Cameroun. Les Lionceaux s'inclinent en finale face à la Zambie, pays hôte de la compétition, mais se qualifient tout de même pour la Coupe du monde des moins de 20 ans. En Corée du Sud, Aw est titulaire lors des trois rencontres du premier tour, mais il reçoit deux cartons jaunes qui le privent du huitième de finale, perdu face au Mexique.
Après le mondial, il rejoint le club belge du KAS Eupen, pour y signer son premier contrat professionnel. En janvier 2018, il est prêté pour six mois au KSV Roulers.
En 2019, il est sélectionné par Youssoupha Dabo pour participer de nouveau à la CAN junior. Les Lionceaux s'inclinent une nouvelle fois en finale.

## Statistiques
| Saison                | Club                   | Championnat           | Championnat | Championnat | Championnat | Coupe nationale | Coupe nationale | Coupe nationale | Coupe de la Ligue | Coupe de la Ligue | Coupe de la Ligue | Total | Total | Total |
| Saison                | Club                   | Division              | M.          | B.          | P.d.        | M.              | B.              | P.d.            | M.                | B.                | P.d.              | M.    | B.    | P.d.  |
| 2017-2018             | KAS Eupen              | Jupiler Pro League    | 1           | 0           | 0           | -               | -               | -               | -                 | -                 | -                 | 1     | 0     | 0     |
| Sous-total            | Sous-total             | Sous-total            | 1           | 0           | 0           | 0               | 0               | 0               | 0                 | 0                 | 0                 | 1     | 0     | 0     |
| 2017-2018             | KSV Roeselare (prêt)   | Proximus League       | 6           | 1           | 1           | -               | -               | -               | -                 | -                 | -                 | 6     | 1     | 1     |
| Sous-total            | Sous-total             | Sous-total            | 6           | 1           | 1           | 0               | 0               | 0               | 0                 | 0                 | 0                 | 6     | 1     | 1     |
| 2019-2020             | Avenir sportif Béziers | National              | 6           | 0           | 0           | -               | -               | -               | 1                 | 0                 | 0                 | 7     | 0     | 0     |
| Sous-total            | Sous-total             | Sous-total            | 6           | 0           | 0           | 0               | 0               | 0               | 1                 | 0                 | 0                 | 7     | 0     | 0     |
| Total sur la carrière | Total sur la carrière  | Total sur la carrière | 13          | 1           | 1           | 0               | 0               | 0               | 1                 | 0                 | 0                 | 14    | 1     | 1     |

## Palmarès

### Avec l'équipe du Sénégal
- Finaliste de la Coupe d'Afrique des nations junior en 2017 et 2019 avec l'équipe du Sénégal des moins de 20 ans